# Teinobasis ponapensis
Teinobasis ponapensis är en trollsländeart som beskrevs av Maurits Anne Lieftinck 1962. Teinobasis ponapensis ingår i släktet Teinobasis och familjen dammflicksländor. Inga underarter finns listade i Catalogue of Life.